# Château de Landreville
Le château de Landreville est une ancienne maison forte du XVIe siècle, qui se dresse sur la commune française de Bayonville dans le département des Ardennes, en région Grand Est. Il est aujourd'hui un Luxury Bed & Breakfast avec chambres d'hôtes aussi bien au château même que dans le pavillon de chasse.
Le château de Landreville avec ses quatre tours et ses douves fait l’objet d’un classement au titre des monuments historiques par arrêté du 12 août 2006.

## Historique
La châtellenie est attestée au XIIe siècle. Le château de Landreville a été bâti au début du XIVe siècle et restructuré au milieu du XVIe siècle.
Le château de Landreville représente huit cents ans d’histoire, de drames et de joies, qui furent partagés par les familles Landreville, Issenart, Grandpré, Chennery, Beauvais, Maillart, Meixmoron… Le portrait de Claude-François de Maillard (ou Maillart), seigneur et premier marquis de Landreville, a été peint par Nicolas de Largillierre vers 1735.
C'est ici que vivait la légendaire « Dame Blanche » et les descendants de Jean Colin-Maillard, le valeureux chevalier de Huy qui perdit la vue au combat en 1017, d'après lequel naquit le jeu de colin-maillard. Le visage aux yeux crevés de Johan Coley Maillard dit « Le Grand Maillard » et de sa femme Jeanne de Seilles sont représentés sur une sculpture en pierre d'une cheminée monumentale au premier étage du château, où demeurait sa famille après avoir quitté la Belgique au milieu du XIVe siècle.
C'est Pierre de Maillart, baron de Landres et propriétaire à l'époque aussi-bien du château de Gruyères (Ardennes) que de celui de Landres, qui décida de réaménager le château de Landreville en 1567, demeure abandonnée à elle-même après qu'un incendie détruisit les intérieurs sous l'occupation de l'armée de Charles Quint en 1552. Il conservera néanmoins la grande salle d'armes et les ouvertures en cannonière. Il viendra y habiter dès 1570 avec sa jeune femme, Guillemette de Beauvais, propriétaire des lieux.

## Description
Le château de Landreville, situé dans la région de l’Argonne ardennaise, est une « maison forte » rectangulaire flanquée de quatre tours d’angle circulaires à poivrières avec gargouilles, entourée de douves en eaux vives, d’un parc de six hectares, de communs, d’écuries et de deux pavillons dont un du XVIIIe siècle.
La porte d'entrée s'orne de bossage vermiculé et de statuettes d'atlantes de style Renaissance avec comme fronton les trois blasons des anciens seigneurs des lieux. La cuisine ou « Salle des Gardes », est voûtée comme tout l'étage du rez-des-douves ; un pilier isolé au centre de la pièce sur lequel retombent les nervures de section rectangulaire. Les deux pièces situées à chaque étage possèdent des plafonds à la française et les étages sont reliés par un escalier à vis situé dans la tour ouest.
Certains communs sont détruits, ceux qui entourent le château sont relativement récents, 1773 pour le pavillon du régisseur, XIXe siècle pour les autres.
C'est un rare exemple encore pratiquement intact d’une habitation seigneuriale ardennaise de la pré-Renaissance qui a fait l'objet d'importantes restructurations effectuées par les monuments historiques et par les propriétaires aussi bien à l'extérieur qu'à l'intérieur de l'édifice.

Photographies réalisées entre 2010 et 2011.
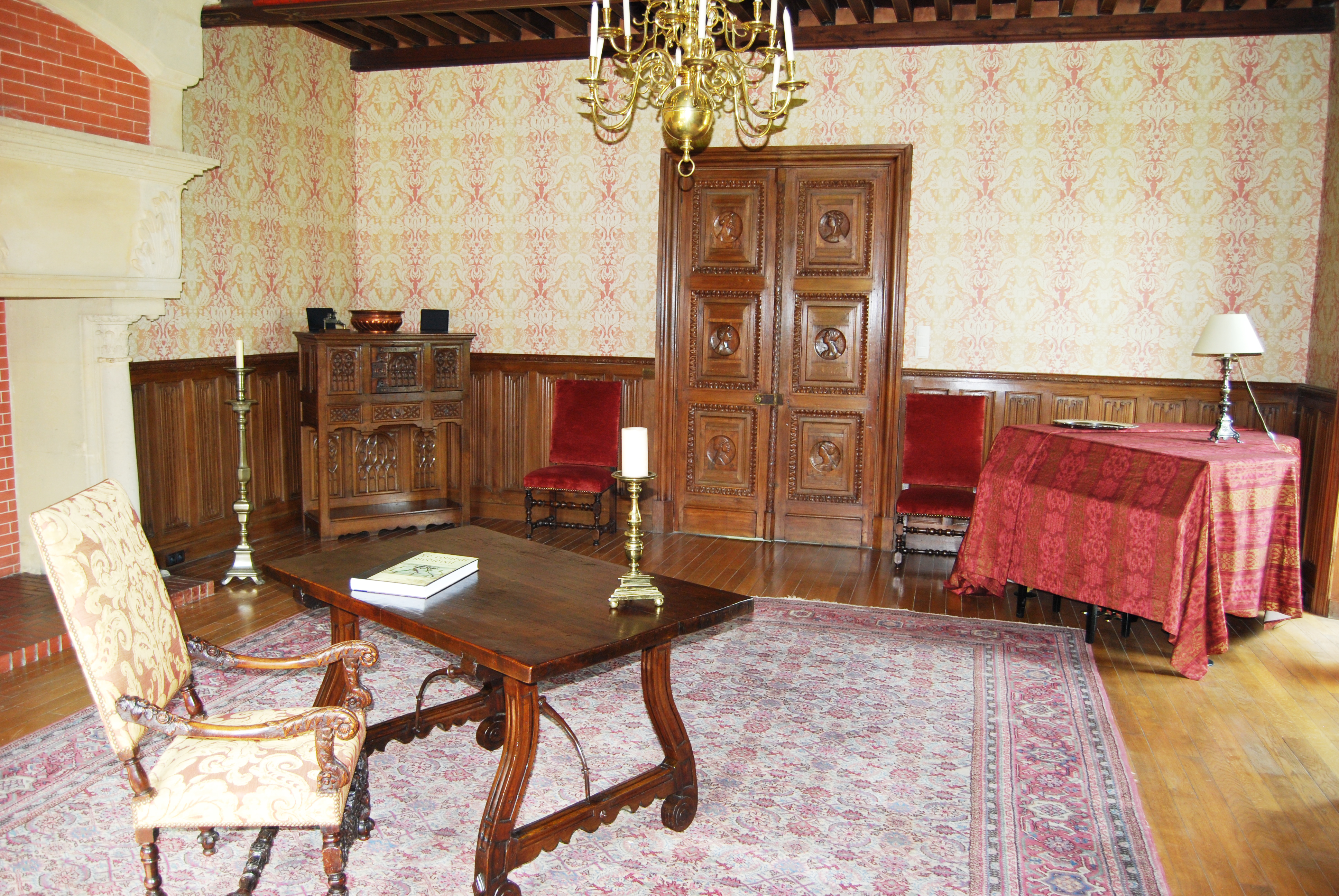
Salon Louis XIII.
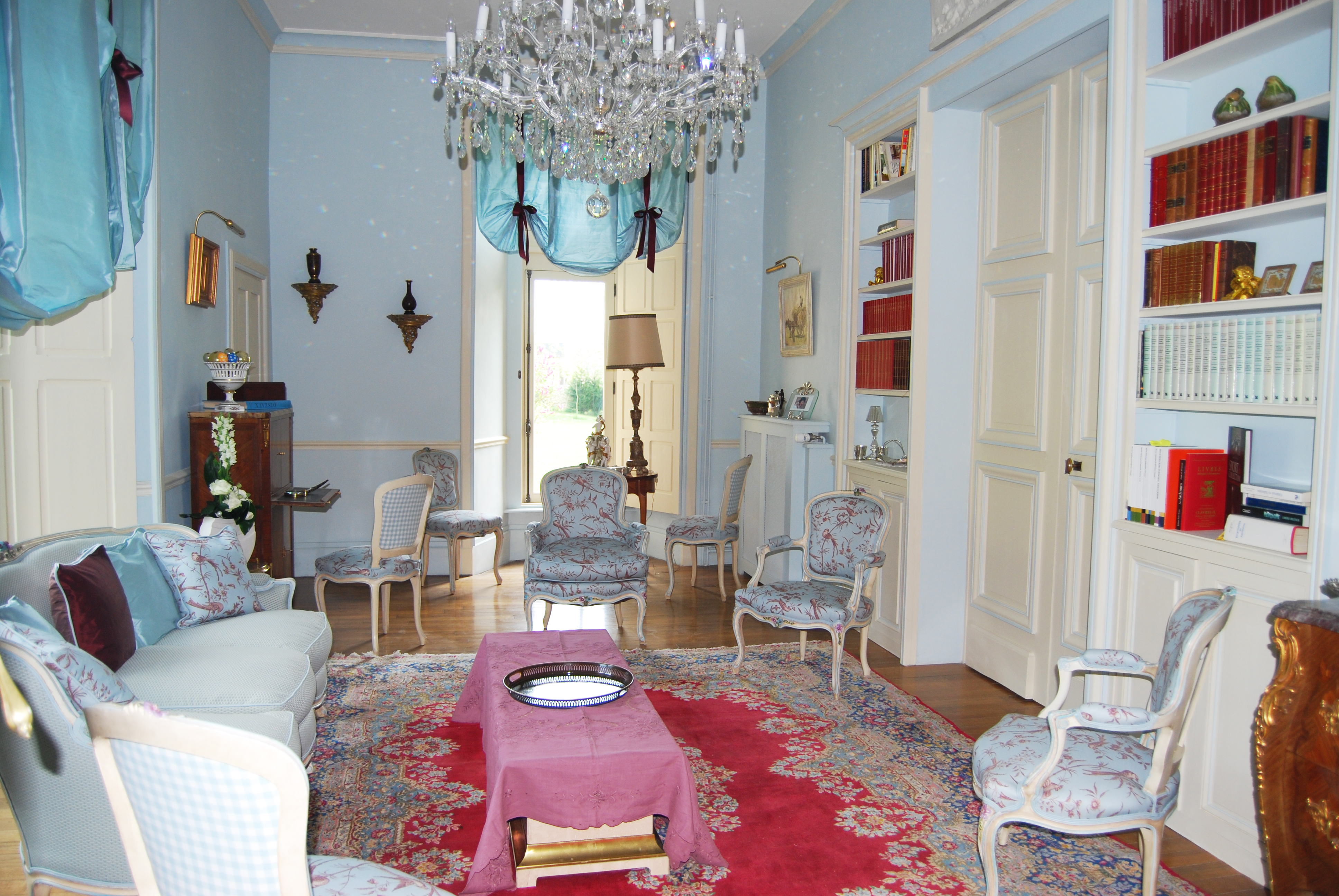
Boudoir.
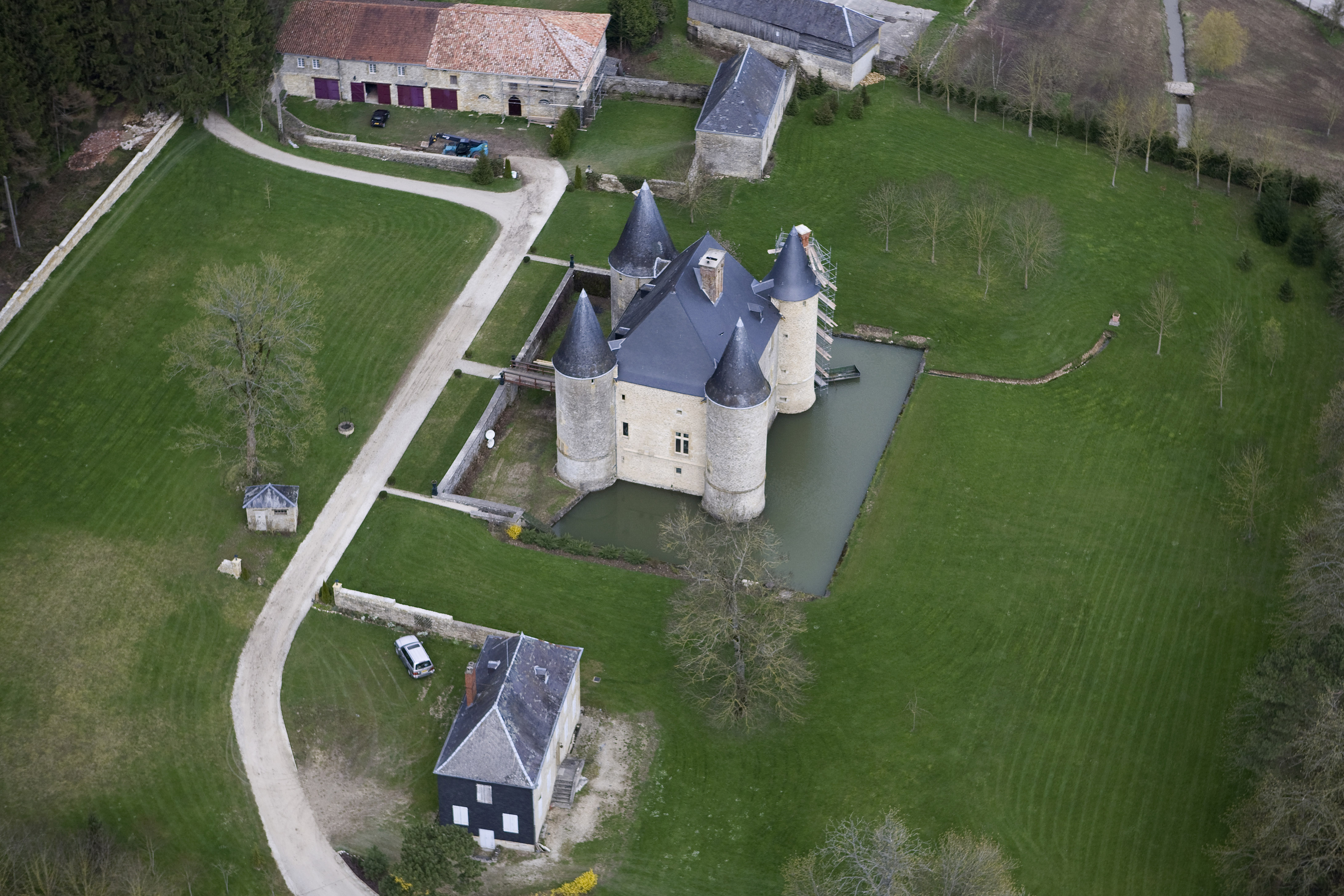
Vue générale.